# Ashley Charles
Ashley James Charles (Watford, 15 maggio 1999) è un calciatore grenadino con cittadinanza britannica, centrocampista del Bromley e della nazionale grenadina.

## Carriera

### Club
Ha giocato nelle giovanili del Watford, che l'ha poi ceduto in prestito nella quinta divisione inglese al Barnet. Nel 2019 è passato al Wealdstone, sempre in questa categoria, in cui ha giocato anche negli anni seguenti (tranne che per un periodo in prestito ai Concord Rangers in sesta divisione).

### Nazionale
Ha esordito nel 2022 nella nazionale di Grenada.

## Palmarès

### Club

#### Competizioni nazionali
- National League South: 1

Wealdstone: 2019-2020